# Лангеринген
Лангеринген (њем. Langerringen) општина је у њемачкој савезној држави Баварска. Једно је од 46 општинских средишта округа Аугсбург. Према процјени из 2010. у општини је живјело 3.813 становника. Посједује регионалну шифру (AGS) 9772170.

## Географски и демографски подаци
Лангеринген се налази у савезној држави Баварска у округу Аугсбург. Општина се налази на надморској висини од 565–590 метара. Површина општине износи 42,1 km². У самом мјесту је, према процјени из 2010. године, живјело 3.813 становника. Просјечна густина становништва износи 91 становника/km².